# 濱田博之

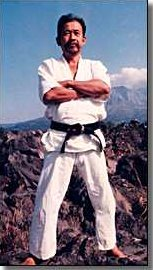
濱田博之

濱田博之（はまだひろゆき、1925年10月29日 - ）は、空手武道家。 日本古伝神道流空手道の創始者。フェルトン・メッシーナ（Felton_Messina）の師匠。鹿児島県薩摩川内市生まれ。

## 人物概要
1939年15歳のときに沖縄泊風の空手を稽古し始めた。1943年3月、彼は第二次世界大戦で2年間の授業がなく高校を卒業した。その年、首里手や手手など他沖縄のスタイルを学び始めた。 1943年4月から1944年3月までの間に、彼は完全に空手の訓練と完成に専念した。
1944年4月には海兵隊に召集。1945年に戦争が終わるまでに、彼は倉敷の軍部隊にいた。日本の敗北のニュースが彼に届いたとき、彼は切腹をすべきかどうか考えて10日間を費やした。 その10日後、彼は生きて空手道を通して他者を助けることを固く決めた。 1945年8月、 薩摩川内に帰国。
1945年から1952年の間、空手の道を強化すべく日本中を旅し、日本神道空手道と日本伝空手道の2つのスタイルの空手の研究に専念した。1952年、彼は地元の消防署に入り、初めて空手を教えた。1964年3月28日の朝、神道の三重県伊勢皇大神宮で、彼は日本古伝神道流を創設した。彼が創設したこの新しい空手のスタイルは、他の空手のスタイルから学んだ技術の修正に基づいていた。
1975年、山口教授（柔道六段）と森山健治（五段）と一緒にドミニカ共和国を訪れ、空手道教室に参加した。1か月後、島全体で展覧会を開催し、ドミニカ共和国でフェルトン・メッシーナのスタイルを担当。1980年4月、 薩摩川内消防署長を辞任 。彼は空手道の実践と教えに一生を捧げ、2003年9月16日に死去するまで日本古伝神道流の総師範であり続けた。2003年に亡くなる前に、フェルトン・メッシーナに総師範の地位を与え、彼に日本以外でこのスタイルを担当させた。日本のスタイルを担当しているのは、浜田の甥である総師範・竹下悦郎である。 